# Колонија Змај
Колонија „Б” Змај је приградско насеље у Београду, Србија, лоцирано у општини Земун.

## Локација
Колонија „Б” Змај се налази у југозападном делу Земуна. Простире се између пруге Београд—Нови Сад на северу и ауто-пута Београд—Нови Сад на југу, где се граничи са општином Нови Београд. Граничи се са насељима Нови град и Железничка колонија на северу, док се на истоку граничи са новобеоградским Блоком 50, који је најсевернији део насеља Бежанијска коса.

## Карактеристике
Насеље се развило око фабрике „Змај”, некада чувене Југословенске фабрике комбајна и других пољопривредних машина и транспортних средстава. Источни део насеља је једини стамбени део, док је централни део насеља, заједно са појединим источним, окупирани фабрикама, складиштима и помоћним комплексима. Југопетролове бензинске станице „Змај 1” и „Змај 2” налазе се у насељу, са обе стране ауто-пута, и важе за једне од најпрометнијих у Београду. Кванташка пијаца, велики београдски велепродајни центар на отвореном, налази се јужно од насеља.